# Wereldkampioenschappen kunstschaatsen junioren 1990
De Wereldkampioenschappen kunstschaatsen junioren zijn samen een jaarlijks terugkerend evenement dat door de Internationale Schaatsunie (ISU) wordt georganiseerd. De editie van 1990, de vijftiende in de reeks, vond van 28 november tot en met 3 december 1989 plaats in Colorado Springs in de staat Colorado, Verenigde Staten. Het was na de editie van 1985 de tweede keer dat dit evenement in deze stad en in dit land plaatsvond.
Titels en medailles waren er te verdienen in de categorieën: jongens individueel, meisjes individueel, paarrijden en ijsdansen.

## Deelname
Er namen deelnemers uit een record aantal van 26 landen deel aan de kampioenschappen. Zij vulden het aantal van 82 startplaatsen in. Voor het eerst nam er een deelnemer uit Griekenland en Thailand deel, het 33e en 34e land dat aan de WK-junioren deelnam. Finland en Luxemburg maakten na enkele jaren afwezigheid hun rentree bij de WK-junioren. Ten opzichte van de vorige editie vaardigden Mexico, Roemenië en Tsjechoslowakije deze editie geen deelnemers af.
De Japanner Tomoaki Koyama, deelnemer bij zowel de jongens als de paren, was de zesde junior die in hetzelfde jaar aan twee kampioenschappen deelnam. De Canadese Lorri Baier (1978, meisjes/paren), de Australiër Stephen Carr (1982, jongens/paren), het Amerikaanse trio Jerod Swallow (1985, paren/ijsdansen), Rudy Galindo (1986 + 1987, jongens/paren) en Kristi Yamaguchi (1988, meisjes/paren) gingen hem hierin voor.
Namens België was debutant Luc Cattoir de vijfde jongen die in in het jongenstoernooi uitkwam en nam Isabelle Balhan voor de tweedemaal deel in het meisjestoernooi. Uit Nederland was debutante Marion Krijgsman het vijfde meisje dat in het meisjestoernooi uitkwam.
Deelnemende landen
(Tussen haakjes het totaal aantal startplaatsen in de vier toernooien.)
| Sovjet-Unie (9) Verenigde Staten (9) Frankrijk (8) Canada (7) Japan (5) Verenigd Koninkrijk (5) Italië (4) | Australië (3) Bulgarije (3) Hongarije (3) West-Duitsland (3) Zuid-Korea (3) België (2) Duitse Democratische Republiek (2) | Joegoslavië (2) Oostenrijk (2) Spanje (2) Zwitserland (2) Denemarken (1) Finland (1) Griekenland (1) | Luxemburg (1) Nederland (1) Polen (1) Thailand (1) Zweden (1) |

## Medailleverdeling
De twaalf medailles gingen deze editie naar zes landen. Zes gingen er naar de Sovjet-Unie, twee naar de Verenigde Staten en een naar Canada, Frankrijk, Japan en Oost-Duitsland.
In het jongenstoernooi stonden voor het eerst sinds 1985 weer drie jongens op het erepodium die hun eerste medaille behaalden. Igor Pasjkevitsj werd de vijftiende wereldkampioen en hij was hiermee de zesde die uit de Sovjet-Unie kwam, Vitali Egorov (1979), Alexandr Fadejev (1980) en de broers Viktor Petrenko (1984), Vladimir Petrenko (1986) en Viacheslav Zagorodniuk (1989) gingen hem voor. Het zilver ging naar zijn landgenoot Aleksej Oermanov en het brons naar John Baldwin jr. uit de Verenigde Staten.
Bij de meisjes eindigde titelhoudster Jessica Mills op de vierde plaats. Zij werd opgevolgd door Yuka Sato, het vijftiende meisje en de eerste Japanse die wereldkampioene werd. Eerder werden er twee zilveren en twee bronzen medailles behaald door drie Japanse meisjes. De zilveren medaille ging naar de Française Surya Bonaly die na haar bronzen medaille in 1989 haar tweede medaille won. De derde positie werd ingenomen door de Oost-Duitse Tanja Krienke die net als Sato haar eerste medaille behaalde.
Ook bij het paarrijden stonden voor het eerst sinds 1985 weer drie paren op het erepodium die hun eerste medaille behaalden. Het Sovjet-paar Natalia Krestianinova / Alexi Torchinski behaalden als twaalfde paar de wereldtitel, de tiende voor hun vaderland. Hun landgenoten Svetlana Pristav / Vladislav Tkachenko wonnen de zilveren medaille en het Amerikaanse paar Jennifer Heurlin / John Frederiksen de bronzen medaille.
Voor de zevendemaal bij het ijsdansen, inclusief de eerste editie, stonden de drie paren voor het eerst op het erepodium. Marina Anissina / Ilja Averboech werden het elfde kampioenspaar en ze zorgden er daarmee voor dat de titel voor de dertiende keer en voor het dertiende opeenvolgende jaar naar de Sovjet-Unie ging. Hun landgenoten Elena Kustarova / Sergei Romashkin behaalden het zilver. De bronzen medaille werd behaald door het Canadese paar Marie-France Dubreuil / Bruno Yvars, zij behaalden de zesde medaille voor hun vaderland bij het ijsdansen.
| Onderdeel | Goud                                     | Zilver                                 | Brons                               |
| --------- | ---------------------------------------- | -------------------------------------- | ----------------------------------- |
| Jongens   | Igor Pasjkevitsj                         | Aleksej Oermanov                       | John Baldwin jr.                    |
| Meisjes   | Yuka Sato                                | Surya Bonaly                           | Tanja Krienke                       |
| Paren     | Natalia Krestianinova / Alexi Torchinski | Svetlana Pristav / Vladislav Tkachenko | Jennifer Heurlin / John Frederiksen |
| IJsdansen | Marina Anissina / Ilja Averboech         | Elena Kustarova / Sergei Romashkin     | Marie-France Dubreuil / Bruno Yvars |

## Uitslagen
| #                   | naam (deelname)        | land                                    | punten |
| ------------------- | ---------------------- | --------------------------------------- | ------ |
| Goud                | Igor Pasjkevitsj (2)   | Vlag van Sovjet-Unie                    | 03.8   |
| Zilver              | Aleksej Oermanov       | Vlag van Sovjet-Unie                    | 06.4   |
| Brons               | John Baldwin jr.       | Vlag van Verenigde Staten               | 09.2   |
| 04                  | Philippe Candeloro (4) | Vlag van Frankrijk                      | 09.8   |
| 05                  | Scott Davis            | Vlag van Verenigde Staten               | 10.0   |
| 06                  | Mirko Eichhorn (2)     | Vlag van Duitse Democratische Republiek |        |
| 07                  | Nicolas Pétorin (2)    | Vlag van Frankrijk                      |        |
| 08                  | Elvis Stojko (2)       | Vlag van Canada                         |        |
| 09                  | Steven Cousins (3)     | Vlag van Verenigd Koninkrijk            |        |
| 10                  | Tomoaki Koyama (5)     | Vlag van Japan                          |        |
| 11                  | Gilberto Viadana       | Vlag van Italië                         |        |
| 12                  | Patrick-Rene Reinhardt | Vlag van Bondsrepubliek Duitsland       |        |
| 13                  | Michael Tyllesen (2)   | Vlag van Denemarken                     |        |
| 14                  | Stacy Paul Healy       | Vlag van Canada                         |        |
| 15                  | Fumihiro Oikawa        | Vlag van Japan                          |        |
| 16                  | Maarten Van Mechelen   | Vlag van Luxemburg                      |        |
| 17                  | George Galanis (2)     | Vlag van Australië                      |        |
| 18                  | Luc Cattoir            | Vlag van België                         |        |
| 19                  | Kim Se-yol (2)         | Vlag van Zuid-Korea                     |        |
| 20                  | Joško Cerovac (2)      | Vlag van Joegoslavië (1943-1992)        |        |
| Finale niet bereikt |                        |                                         |        |
| 21                  | Zoltán Bukvai          | Vlag van Hongarije                      |        |
| 22                  | Lyubomir Kolev         | Vlag van Bulgarije                      |        |
| 23                  | Jordi Lafarga          | Vlag van Spanje                         |        |

| #                   | naam (deelname)          | land                                    | punten |
| ------------------- | ------------------------ | --------------------------------------- | ------ |
| Goud                | Yuka Sato (2)            | Vlag van Japan                          | 06.0   |
| Zilver              | Surya Bonaly (3)         | Vlag van Frankrijk                      | 07.0   |
| Brons               | Tanja Krienke (2)        | Vlag van Duitse Democratische Republiek | 07.6   |
| 04                  | Jessica Mills (2)        | Vlag van Verenigde Staten               | 08.6   |
| 05                  | Kyoko Ina (2)            | Vlag van Verenigde Staten               | 11.0   |
| 06                  | Laetitia Hubert          | Vlag van Frankrijk                      |        |
| 07                  | Tisha Walker             | Vlag van Verenigde Staten               |        |
| 08                  | Mari Kobayashi (2)       | Vlag van Japan                          |        |
| 09                  | Susanne Mildenberger (2) | Vlag van Bondsrepubliek Duitsland       |        |
| 10                  | Alma Lepina (2)          | Vlag van Sovjet-Unie                    |        |
| 11                  | Claudia Unger            | Vlag van Bondsrepubliek Duitsland       |        |
| 12                  | Jacquie Taylor           | Vlag van Canada                         |        |
| 13                  | Sandra Garde (3)         | Vlag van Frankrijk                      |        |
| 14                  | Olga Markova             | Vlag van Sovjet-Unie                    |        |
| 15                  | Stacey Ball              | Vlag van Canada                         |        |
| 16                  | Lara Castelnuovo         | Vlag van Italië                         |        |
| 17                  | Laurence Janner (2)      | Vlag van Zwitserland                    |        |
| 18                  | Lee Eun-hee (2)          | Vlag van Zuid-Korea                     |        |
| 19                  | Marion Krijgsman         | Vlag van Nederland                      |        |
| 20                  | Kaisa Kella              | Vlag van Finland                        |        |
| Finale niet bereikt |                          |                                         |        |
| 21                  | Spela Perc               | Vlag van Joegoslavië (1943-1992)        |        |
| 22                  | Tamara Heggen (2)        | Vlag van Australië                      |        |
| 23                  | Laia Papell (2)          | Vlag van Spanje                         |        |
| 24                  | Suzanne Otterson         | Vlag van Verenigd Koninkrijk            |        |
| 25                  | Viktoria Dimitrova       | Vlag van Bulgarije                      |        |
| 26                  | Isabelle Balhan (2)      | Vlag van België                         |        |
| 27                  | Anita Markóczy           | Vlag van Hongarije                      |        |
| 28                  | Melanie Friedreich       | Vlag van Oostenrijk                     |        |
| 29                  | Vasya Houpis             | Vlag van Griekenland                    |        |
| 30                  | Siriyaporn Jarasviroj    | Vlag van Thailand                       |        |

| #      | naam (deelname)                           | land                         | punten |
| ------ | ----------------------------------------- | ---------------------------- | ------ |
| Goud   | Natalia Krestianinova Alexi Torchinski    | Vlag van Sovjet-Unie         | 02.0   |
| Zilver | Svetlana Pristav Vladislav Tkachenko      | Vlag van Sovjet-Unie         | 02.5   |
| Brons  | Jennifer Heurlin (3) John Frederiksen (3) | Vlag van Verenigde Staten    | 05.0   |
| 04     | Inna Svetacheva Vladimir Shagov (2)       | Vlag van Sovjet-Unie         |        |
| 05     | Sherry Ball Sean Rice                     | Vlag van Canada              |        |
| 06     | Aimee Offner Brian Helgenberg             | Vlag van Verenigde Staten    |        |
| 07     | Rena Inoue Tomoaki Koyama                 | Vlag van Japan               |        |
| 08     | Catherine Barker (2) Michael Aldred (2)   | Vlag van Verenigd Koninkrijk |        |
| 09     | Leslie Monod Cédric Monod                 | Vlag van Zwitserland         |        |
| 10     | Tracey Roberts Stephen Roberts (2)        | Vlag van Australië           |        |

| #      | naam (deelname)                               | land                         | punten |
| ------ | --------------------------------------------- | ---------------------------- | ------ |
| Goud   | Marina Anissina Ilja Averboech                | Vlag van Sovjet-Unie         | 02.0   |
| Zilver | Elena Kustarova Sergei Romashkin              | Vlag van Sovjet-Unie         | 05.0   |
| Brons  | Marie-France Dubreuil (2) Bruno Yvars (2)     | Vlag van Canada              | 05.8   |
| 04     | Marina Morel (2) Gwendal Peizerat (2)         | Vlag van Frankrijk           | 07.2   |
| 05     | Martine Patenaude Eric Massé                  | Vlag van Canada              | 10.4   |
| 06     | Virginie Vuillemin Remi Jacquemard            | Vlag van Frankrijk           |        |
| 07     | Beth Buhl Neale Smull                         | Vlag van Verenigde Staten    |        |
| 08     | Stephanie Egea Alexandre Piton                | Vlag van Frankrijk           |        |
| 09     | Kinga Zielińska (2) Marcin Głowacki (2)       | Vlag van Polen               |        |
| 10     | Katherine Williamson (2) Ben Williamson (2)   | Vlag van Verenigde Staten    |        |
| 11     | Melanie Bruce Paul Knepper (2)                | Vlag van Verenigd Koninkrijk |        |
| 12     | Marika Humphreys Justin Lanning (2)           | Vlag van Verenigd Koninkrijk |        |
| 13     | Barbara Minorini William Castiglioni          | Vlag van Italië              |        |
| 14     | Ulla-Stina Johansson Andreas Hein             | Vlag van Zweden              |        |
| 15     | Barbara Fusar-Poli Matteo Bonfa               | Vlag van Italië              |        |
| 16     | Albena Denkova (2) Hristo Nikolov (2)         | Vlag van Bulgarije           |        |
| 17     | Daria-Larissa Maritczak Ihor-Andrij Maritczak | Vlag van Oostenrijk          |        |
| 18     | Noémi Vedres Endre Szentirmai                 | Vlag van Hongarije           |        |
| 19     | Jung Sung-min (3) Jung Sung-ho (3)            | Vlag van Zuid-Korea          |        |

Medaillewinnaars

Jongens · 
Meisjes · 
Paren · 
IJsdansen

 Toernooi

1976 · 
1977 · 
1978 · 
1979 · 
1980 · 
1981 · 
1982 · 
1983 · 
1984 · 
1985 · 
1986 · 
1987 · 
1988 · 
1989 · 
1990 · 
1991 · 
1992 · 
1993 · 
1994 · 
1995 · 
1996 · 
1997 · 
1998 · 
1999 · 
2000 · 
2001 · 
2002 · 
2003 · 
2004 · 
2005 · 
2006 · 
2007 · 
2008 · 
2009 · 
2010 ·
2011 ·
2012 ·
2013 ·
2014 ·
2015 ·
2016 ·
2017 ·
2018 ·
2019 · 
2020

 ISU-kampioenschappen

WK kunstschaatsen · 
EK kunstschaatsen · 
Viercontinentenkampioenschap · 
Olympische Spelen